# Synagoge (Biarritz)

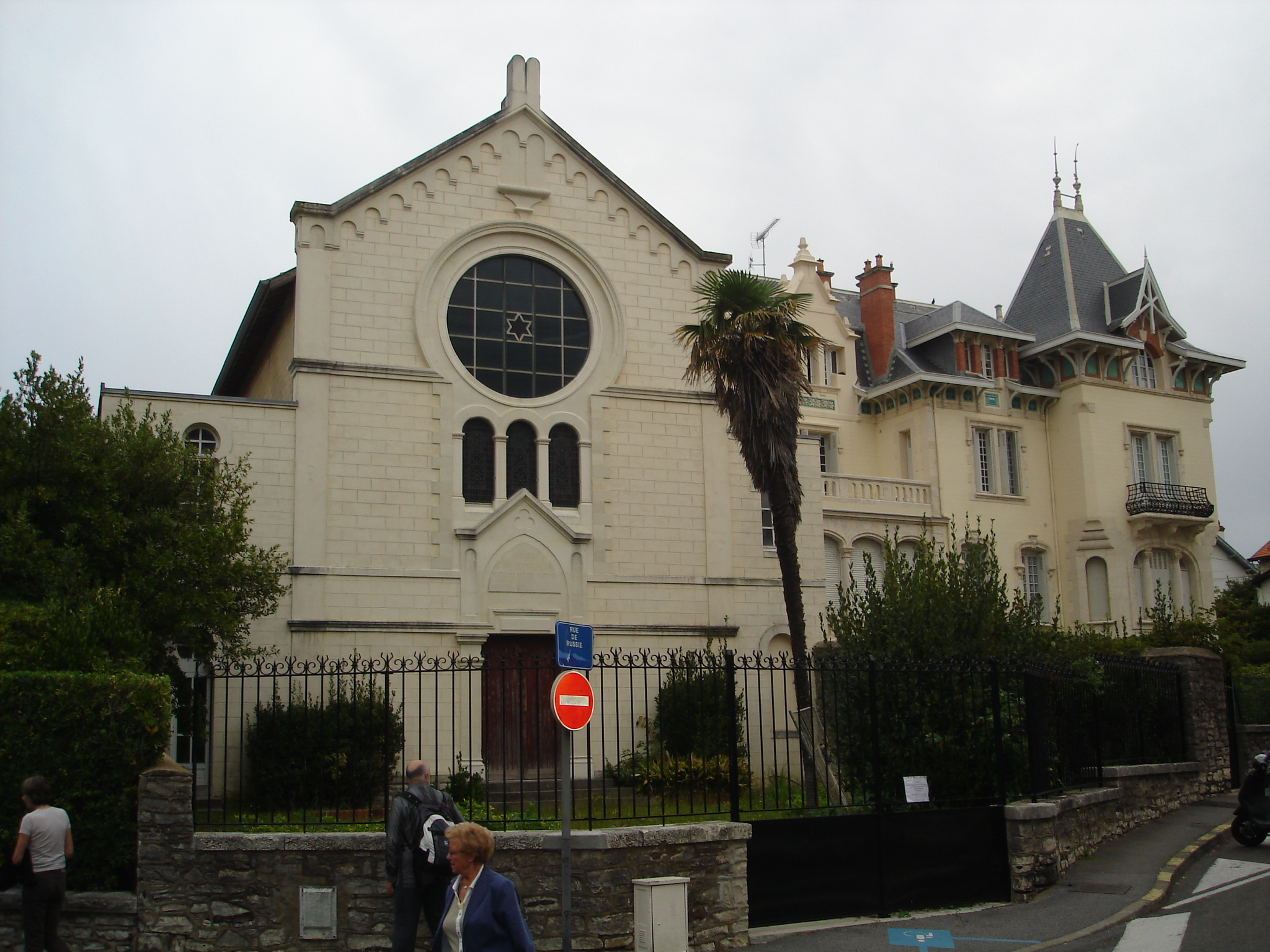
Synagoge in Biarritz

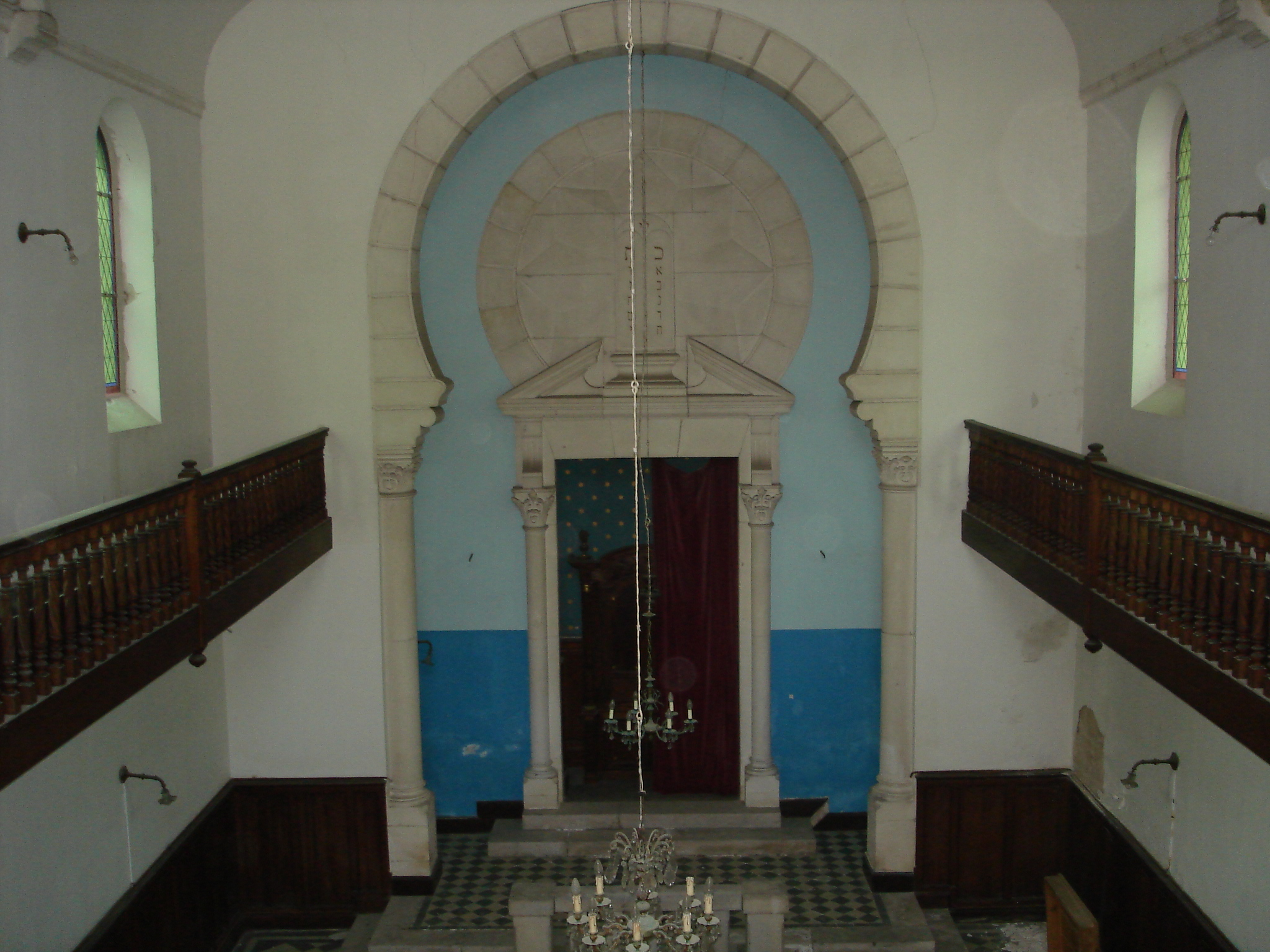
Toraschrein

Die Synagoge von Biarritz, einer französischen Stadt  im Département Pyrénées-Atlantiques in der Region Nouvelle-Aquitaine, wurde 1904 eingeweiht. Die Synagoge in der Rue Pellot Nr. 3 wurde nach umfangreichen Renovierungsarbeiten im Sommer 2012 wiedereröffnet.

## Geschichte
Der Ort, der sich im 19. Jahrhundert zum Seebad entwickelte, zog viele reiche Familien aus Frankreich und anderen Ländern Europas an. Für Ende des 19. Jahrhunderts schätzt man die Anzahl der jüdischen Gäste auf ungefähr 300 pro Jahr. Biarritz selbst hatte etwa 100 jüdische Einwohner. Diese und die jüdischen Urlaubsgäste mussten für ihren Gottesdienst die Synagoge in Bayonne oder einen privaten Betsaal aufsuchen. Mit Hilfe von Mäzenen, wie Cécile Furtado-Heine, konnte der Bau der Synagoge finanziert werden, der 1904 feierlich eingeweiht wurde. Das Consistoire Bayonne hatte lange gezögert den Bau zu unterstützen, da es die Schwächung der jüdischen Gemeinde in Bayonne befürchtete. Das Consistoire bestimmte, dass die neue Synagoge in Biarritz eine Filiale der Synagoge von Bayonne wurde.

## Architektur
Die Synagoge entstand nach den Plänen des Architekten Charles Pasquier aus Bayonne, der auch das Casino in Biarritz errichtet hatte. Die neue Synagoge wurde erst nach seinem Tod im Jahr 1903 fertiggestellt. Die Fassade des im orientalisierenden Stil errichteten Baus ist dreigeteilt. Im mittleren Bereich befindet sich über dem Portal ein Dreifachfenster und darüber in der Giebelzone ein großes Rundfenster mit einem Davidstern in der Mitte. Die Giebelspitze wird von den Gesetzestafeln bekrönt. Dieser zentrale Bereich wird von zwei niedrigeren Seitengebäuden flankiert. 
Der rechteckige zentrale Betsaal besitzt an drei Seiten Emporen mit hölzernen Balustraden für die Frauen. Der Toraschrein wird von zwei Säulen mit Kapitellen und einem gesprengten Dreiecksgiebel eingerahmt. Im Dreiecksgiebel befinden sich die Gesetzestafeln. Der Toraschrein und Teile des Mobiliars stammen aus der Synagoge in Peyrehorade, die 1747 eingeweiht wurde und nach dem Verkauf durch das Consistoire im Jahr 1898 wegen der Verbreiterung einer Straße abgerissen wurde.